# Drumbeg
Drumbeg (An Droim Beag in gaelico irlandese) è un villaggio dell'Irlanda del Nord, situato nella contea di Down.